# Lascăr Catargiu
Lascăr Catargiu sau Lascăr Catargi (n. 1 noiembrie 1823, Iași, Moldova – d. 11 aprilie 1899, București, România) a fost un om politic român din secolul al XIX-lea, ministru în varii guverne, președintele Camerei Deputaților și cel de-al șaselea prim ministru al României pentru patru mandate.

## Biografie

### Familie
Născut în Iași, în noiembrie 1823, aparținea unei vechi familii muntene, un membru al căreia fiind exilat de Matei Basarab în secolul XVII s-a stabilit în Moldova. Conform unor cercetători, Lascăr Catargiu ar avea și origini găgăuze.
A aderat la petiția-proclamație adresată domnitorului Mihail Sturza la 28 martie 1848, ceea ce a dus la surghiunirea sa pe una din moșiile familiei sale din ținutul Neamț.

### Funcții timpurii
În timpul lui Grigore Alexandru Ghica (1849 - 1856), Catargiu a ajuns prefect al poliției (agă) din Iași.  În 1857 face parte din "divanul ad-hoc" al Moldovei, o comisie aleasă conform Tratatului de la Paris din 1856, pentru a vota unirea propusă a Moldovei cu Țara Românească. Vederile sale puternic conservatoare, în special în legătură cu reforma agrară, l-au făcut să devină candidatul conservatorilor la tron în 1859, în Moldova, însă a refuzat, din dorința de a vedea să apară o singură patrie română mai puternică și mai mare. În timpul lui Alexandru Ioan Cuza (1859 - 1866), Catargiu a ajuns unul din liderii opoziției și a primit ajutor din partea lui Barbu Catargiu, primul prim-ministru al României, asasinat la București pe 20 iunie 1862.
În 1866 a devenit unul dintre cei trei membri ai Locotenenței Domnești care a condus statul român de la abdicarea lui Alexandru Ioan Cuza și până la înscăunarea lui Carol I.

### În timpul Regatului României
După ascensiunea Prințului Carol I al României, în mai 1866, Lascăr Catargiu devine președintele consiliului de miniștri (prim-ministru), dar neputând coopera cu colegii săi liberali, Ion Brătianu și C.A. Rosetti, demisionează în iulie.
După încă opt funcții ministeriale, culminând cu agitația anti-dinastică din 1870 - 1871, Catargiu a format, pentru prima dată în istoria română, la 22 martie 1871 un cabinet conservator stabil, care va rămâne la putere până în aprilie 1876. La 12 aprilie 1876 Catargiu a demisionat, fiind urmat în funcție la 9 mai de către Manolache Costache Epureanu.
La începutul anului 1876, guvernul conservator condus de Lascăr Catargiu căuta căi de folosire a crizei orientale în scopul obținerii independenței României. La 16 ianuarie 1876, Lascăr Catargiu a dat instrucțiuni agenților diplomatici români din străinătate să facă sondaje pe lângă guvernele străine pentru a afla care ar trebui să fie rolul României în criză și dacă aceste guverne ar fi receptive față de o declarație unilaterală de independență a României. Catargiu era pregătit să colaboreze pe plan militar cu puterile aliate într-un război în Europa de Sud-Est, împotriva Turciei, doar dacă aceste puteri ar fi garantat integritatea teritorială a României și independența politică. Gheorghe Costaforu, agentul României  la Viena în convorbirile sale cu ambasadorul german și cu alți diplomați i-a informat că românii erau hotărâți să rupă legăturile cu Turcia și să se proclame independenți cât mai curând posibil. Puterile aliate au primit cu răceală inițiativa lui Catargiu.
Prin politica sa, care a prevenit o revoluție și a revitalizat popularitatea coroanei, a fost considerat ca nepatriot și reacționar de liberali, care au ajuns la putere în 1876; o propunere de a demite întreg cabinetul Catargiu a fost retrasă în 1878. În anul 1884 Catargiu a unit partidul său cu o grupare liberală dizidentă, condusă de Gheorghe Vernescu, pentru a forma Partidul Liberal Conservator, în care Catargiu și Petre Carp își disputau conducerea partidului.
Pentru a realiza această fuziune, Catargiu a fost nevoit să adere la anumite principii liberale: descentralizarea administrativă și libertatea presei. Noul partid va constitui cel mai important element al așa-numitei "Opoziții Unite", față de guvernul liberal Brătianu, dar conservatorii s-au dovedit ineficienți în parlament între 1883 și 1888.
Catargiu a rămas în opoziție până în 1889, când a format un nou cabinet, fiind ministru al internelor, dar acest cabinet a căzut după doar șapte luni. În guvernul Florescu din martie 1891, a ocupat aceeași poziție, iar din noiembrie 1891 va deveni din nou președinte al așa-numitului "mare guvern conservator" care reprezenta un partid conservator unificat ( prin unificarea dintre liberal-conservatori și conservatorii "puri" conduși de Nicolae Filipescu), păstrându-și funcția până în 1896. În această perioadă a fost responsabil pentru câteva reforme utile, mai ales financiare și comerciale. A murit la București la data de 11 aprilie 1899.

## Galerie

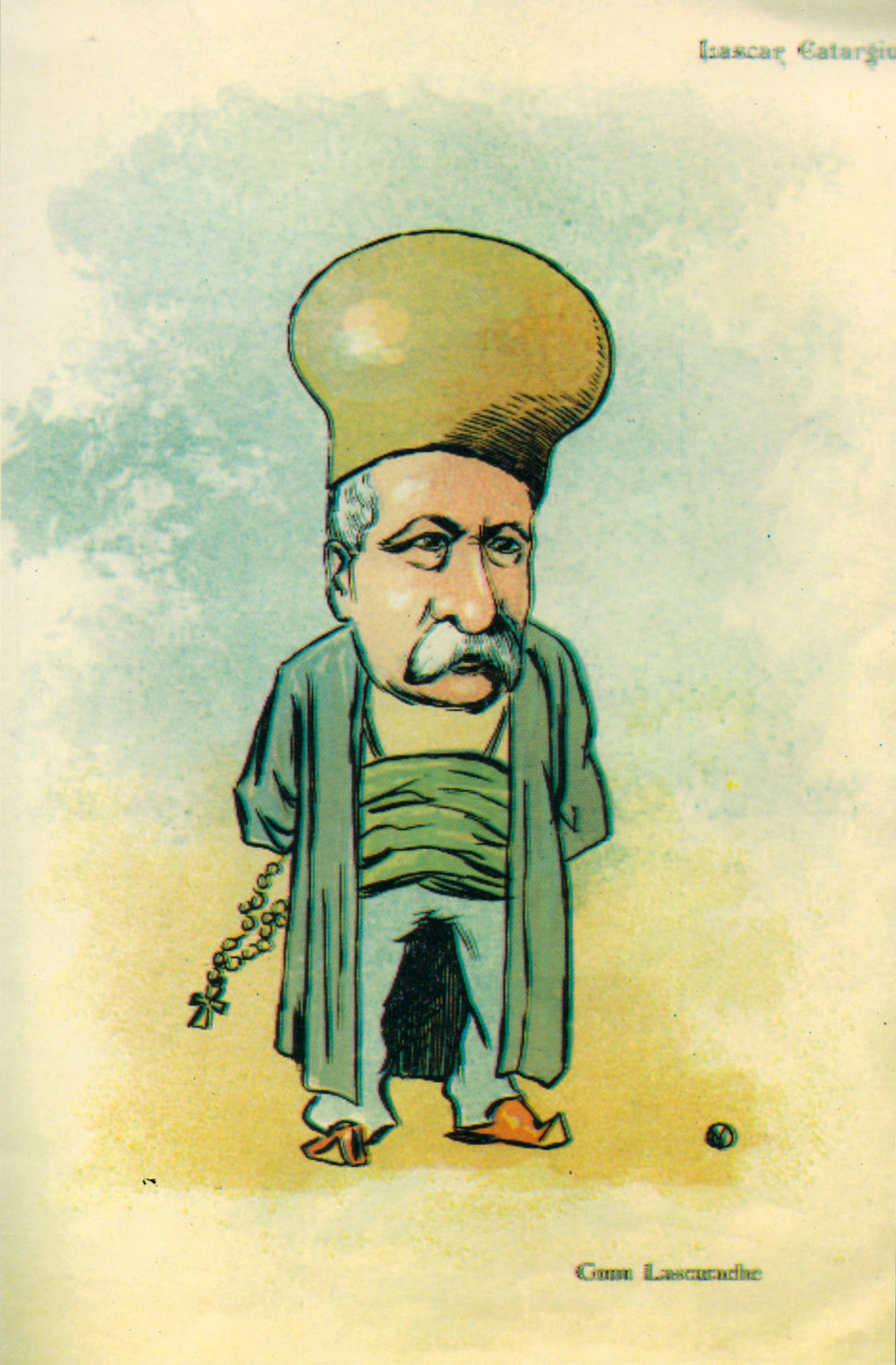
Caricatură de Nicolae S. Petrescu-Găină
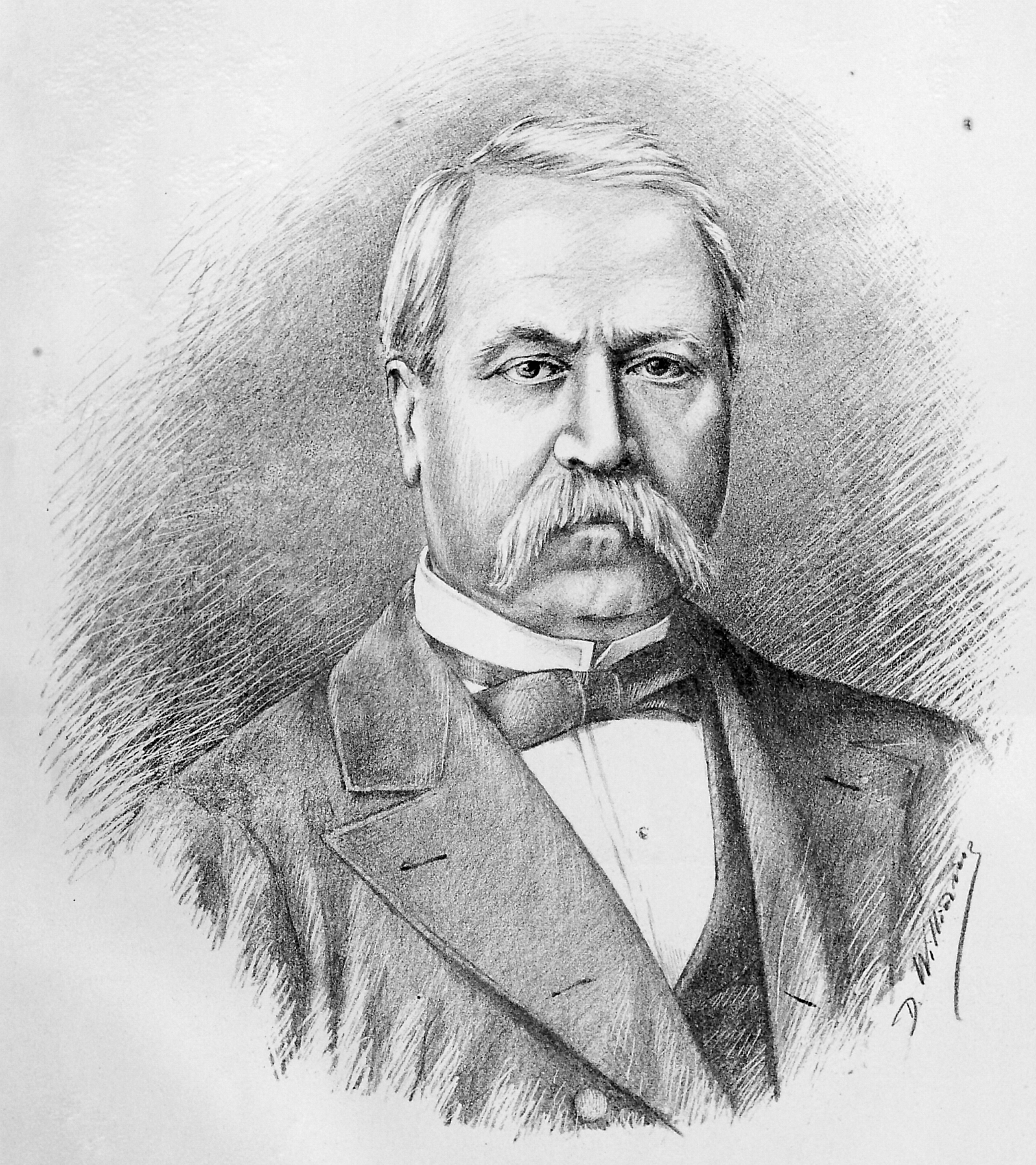
Catargiu în 1881
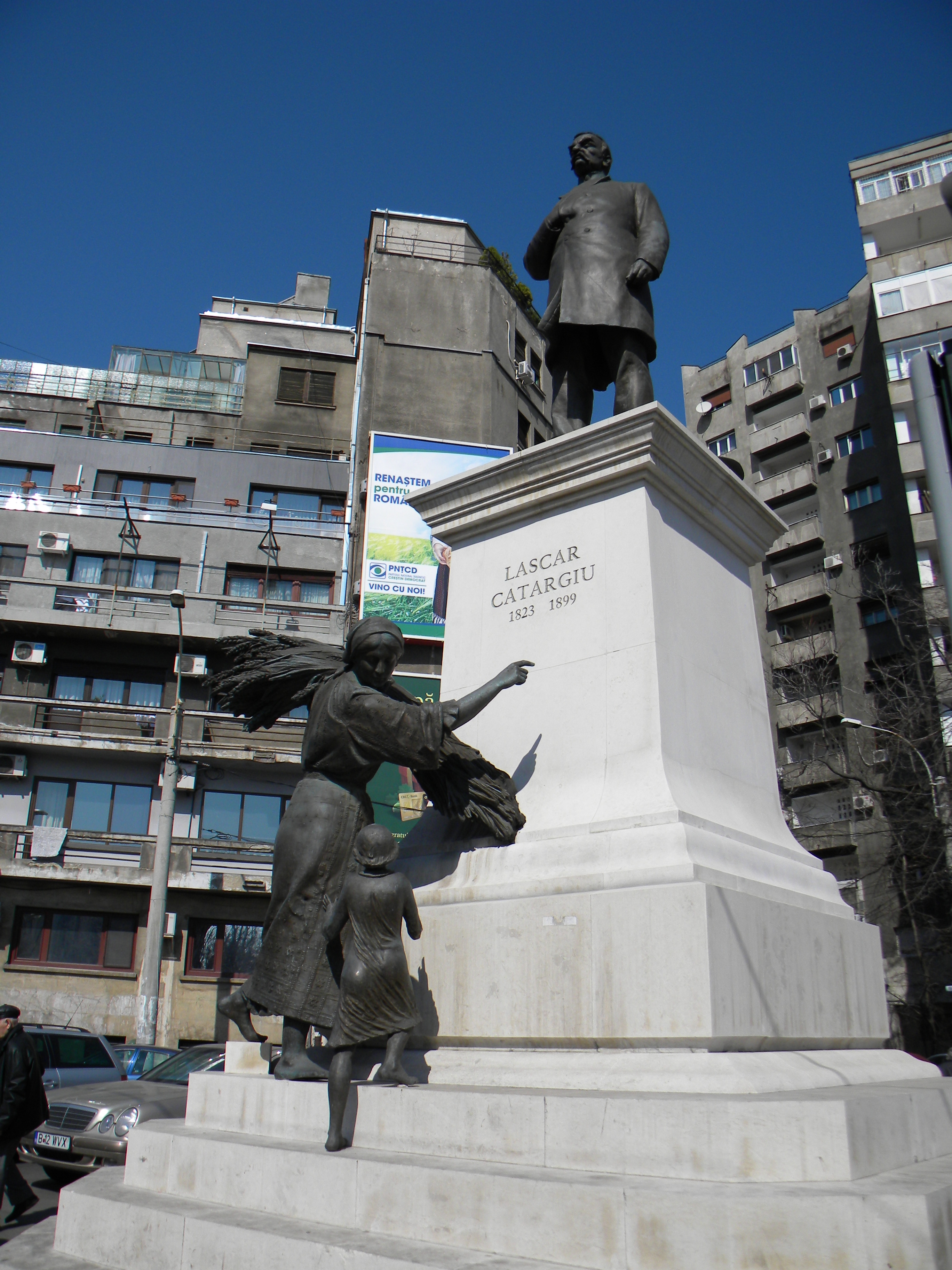
Statuia de la intersecția Bulevardului Lascăr Catargiu cu Străzile Viișoarei și Povernei, de Antonin Mercié, 1907